# ホリエリュウ
ホリエリュウ（堀江隆、5月30日 - ）は、日本の漫画家。東京都在住、福岡県出身。
成人向け活動の別名義はほりえろす。
第36回JUMPトレジャー新人漫画賞受賞（佳作）。

## 作品リスト

### 一般向け

#### 連載
- ギャルソン（原作：城アラキ、『グランドジャンプ』2016年1号 - 2017年10号）
- 人類最強の男の細胞を移植されました。（『ダ・ヴィンチWeb』2018年7月7日 - 2018年7月14日） - 堀江隆名義[4]。
- 勇者と魔王のラブコメ（『ストーリアダッシュ』2018年8月24日 - 2021年5月7日）
- 人質交換ゲーム（原作：雨宮黄英、ネーム監修：甘味家製菓、たくじ、『マンガUP!』連載）
- 恋する鬼畜島（原作：外薗昌也、『LINEマンガ』連載）
- 異世界編集者〜漫画で世界を救う事になりました〜（原作：稲葉そーへー、ニコニコ静画内『異世界ヤンジャン』『となりのヤングジャンプ』2022年12月6日[5] - 2025年1月28日）
- 囚人転生（原作：いとまん、『COMIC FUZ』2024年5月20日[6] - ）

#### 読み切り
- サスプフィクション - 堀江隆名義。第36回JUMPトレジャー新人漫画賞佳作。
- デカギャル学園の優しい先生（『うおっ でっか 巨乳巨尻高身長ギャルちゃんは僕に恋してる アンソロジーコミック』2024年[7]） - アンソロジー寄稿作品。

#### 書籍
- 『ギャルソン』、原作：城アラキ、集英社〈ヤングジャンプ コミックス〉2016年 - 2017年、全5巻
- 『勇者と魔王のラブコメ』、竹書房〈バンブーコミックス〉2019年 - 2021年、全7巻
- 『人質交換ゲーム』、原作：雨宮黄英、ネーム監修：甘味家製菓、たくじ、スクウェア・エニックス〈ガンガンコミックス UP!〉2020年 - 2022年、全2巻
  1. 2020年9月7日発売[8][9]、ISBN 978-4-7575-6648-4
  2. 2022年9月7日発売[10]、ISBN 978-4-7575-8125-8
- 『恋する鬼畜島』、原作：外薗昌也、LINE Digital Frontier〈LINEコミックス〉2021年 - 2022年、全2巻
  1. 2021年1月13日発売[11]、ISBN 978-4-86697-144-5
  2. 2022年1月14日発売[12]、ISBN 978-4-86697-243-5
- 『異世界編集者〜漫画で世界を救う事になりました〜』、原作：稲葉そーへー、集英社〈ヤングジャンプ コミックス〉2023年 - 2025年、全4巻
  1. 2023年6月19日発売[13][14]、ISBN 978-4-08-892773-2
  2. 2023年12月19日発売[15]、ISBN 978-4-08-893047-3
  3. 2024年6月19日発売[16]、ISBN 978-4-08-893248-4
  4. 2025年3月18日発売[17]、ISBN 978-4-08-893489-1
- 『囚人転生』、原作：いとまん、芳文社〈芳文社コミックス / FUZコミックス〉2024年 - 、既刊2巻（2025年4月28日現在）
  1. 2024年12月2日発売[18][19]、ISBN 978-4-8322-0461-4
  2. 2025年4月28日発売[19]、ISBN 978-4-8322-0504-8

### 成人向け
- 『恋する乙女の堕とし方』ワニマガジン社〈ワニマガジンコミックススペシャル〉、2021年9月15日発売[20]、電子書籍

## アシスタント
師匠
- 堀越耕平